# Distretto di Kegalle
Il distretto di Kegalle è un distretto dello Sri Lanka, situato nella provincia Sabaragamuwa e che ha come capoluogo Kegalle.